# Leuchtturm Ulenge
Der Leuchtturm Ulenge ist ein ehemaliges Leuchtfeuer an der nördlichen Küste Tansanias auf der vorgelagerten Insel Ulenge. Er wurde Ende des 19. Jahrhunderts im damaligen Deutsch-Ostafrika errichtet, um der Schifffahrt die Einfahrt zum nahe gelegenen Hafen von Tanga zu erleichtern. Bis 1929 war er der einzige Leuchtturm von Tanga. Er ist seit 2008 außer Betrieb und von Vandalismus und Verfall bedroht.
Unweit des Leuchtturms befand sich zur deutschen Kolonialzeit ein Erholungsheim.